# Павле Павловић
Павле Павловић (Лешница, код Лознице, 20. фебруар 1888 — Београд, 22. октобар 1971) био је комунистички револуционар и друштвено-политички радник ФНР Југославије и НР Србије.

## Биографија
Павле Павловић рођен је 20. фебруара 1888. године у Лешници, Подриње. По занимању је био абаџијски радник. У Обреновцу је 1903. године завршио занат, када се укључио у синдикални покрет. Године 1905. постао је секретар пододбора Савеза абаџијских радника у Лозници. Године 1906. је постао члан управе и технички секретар Савеза абаџијских радника у Ваљеву, од 1907. до 1908. године секретар месног синдикалног већа у Ваљеву, а од 1911. до 1914. године секретар Главног радничког савеза СДС Србије.
Године 1906. примљен је за члана Српске социјалдемократске странке, а члан Главне управе ССДС био је од 1911. до 1914. и 1919. године. Социјалистички одборник у Општини београдској био је од 1911. до 1915, стални сарадник „Радничких новина“ од 1909. до 1914, а затим партијског листа „Будућност“, у Нишу 1915. године.
Павловић је на оснивачком конгресу Социјалистичке радничке партије Југославије (комуниста) априла 1919. године био конферент о аграрном питању. Маја исте године постаје секретар Централног радничког синдикалног већа Југославије. Августа 1920. године био је изабран у Београду на комунистичкој листи за општинског одборника, а у новембру за народног посланика Уставотворне скупштине. Био је стални сарадник обновљених „Радничких новина“.
Павловић је председавао раду Другог конгреса КПЈ и био изабран за председника Извршног одбора Централног већа КПЈ. Од септембра 1921. до јула 1922. године био је секретар зграничног комитета КПЈ у Бечу, активни учесник на Првој (1922) и Другој земаљској конференцији КПЈ (1923) у Бечу. Као делегат КПЈ, 1921. године учествовао је на Трећем конгресу и Четвртом конгресу Коминтерне у Москви 1922. године.
После повратка у Краљевину СХС, ухапшен је у октобру 1923. У мају 1924. је прекинута истрага за дела по закону о заштити државе, али остала је оптужба за покушај рушења поретка, у јуну је осуђен на годину дана, од чега је више од седам месеци већ одслужио.
Из КПЈ је искључен 1927. године као истакнути представник леве фракције. Павловић наставља са радом у синдикату све до 6. јануара 1929. године, када су Независни синдикати забрањени.
После Другог светског рата био је помоћник министра рада НР Србије, потпредседник Градског одбора Народног фронта Београда, уредник листа „Рад“, председник Савеза текстилних радника Југославије, члан Главног одбора синдиката НР Србије, председник надзорног одбора Јединствених синдиката Југославије и народни посланик Савезне народне скупштине првог сазива.
Умро је 1971. године у Београду и сахрањен је у Алеји заслужних грађана на Новом гробљу.
Павловићев брат Андрија је такође био укључен у партијски рад, у августу 1925. је био ухапшен због лепљења малих комунистичких плаката.